# St. Andrews (Novo Brunswick)
St. Andrews é uma pequena cidade localizada no Condado de Charlotte na província canadense de New Brunswick, no leste do Canadá.